# Josep Francesc Ràfols
Josep Francesc Ràfols i Fontanals (20. dubna 1889, Vilanova i la Geltrú – 15. ledna 1965, Barcelona) byl katalánský architekt, malíř a historik umění. Člen uměleckého spolku Saint Luc, založil spolu s Artigasem uměleckou skupinu Courbet. Zabýval se hlavně teorií architektury, mezi jeho nepočetné realizace patří dům Mendiz (1925, Vilanova i la Geltrú) a spolupráce na výstavbě Sagrada Familia.
Byl prvním biografem Gaudího v roce 1928 a prvním, kdo popsal modernistické hnutí v dílech El arte modernista catalán (1943) a Modernismo y modernistas (1949).

## Dílo
- 1926 – Architecture de la renaissance Italienne
- 1934 – Pre Blai et l'architecture de la renaissance catalane
- 1943 – L'art moderniste catalan
- 1949 – Modernisme et modernistes
- 1954 – Art romantique en Espagne
- 1951-1954 – Dictionnaire biographique des artistes de Catalogne